# Ohaba (okręg Alba)
Ohaba – wieś w Rumunii, w okręgu Alba, w gminie Ohaba. W 2011 roku liczyła 481 mieszkańców.